# Hodgeman megye
Hodgeman megye az Amerikai Egyesült Államokban, azon belül Kansas államban található. Megyeszékhelye és legnagyobb városa Jetmore. Lakosainak száma 1723 fő (2020. április 1.). Hodgeman megye Ness, Ford, Pawnee, Edwards, Gray és Finney megyékkel határos.

## Népesség
A megye népességének változása:
| Lakosok száma | 1908 | 1983 | 1958 | 1950 | 1893 | 1723 |
|               | 2010 | 2011 | 2012 | 2013 | 2015 | 2020 |